# مصطفی صندل
مصطفی صندل (به ترکی استانبولی: Mustafa Sandal) (زاده ۱۱ ژانویه ۱۹۷۰،استانبول)، از خوانندگان معروف موسیقی پاپ کشور ترکیه می باشد.

## زندگی و تحصیلات
او در ۱۱ ژانویه سال ۱۹۷۰ در استانبول به دنیا آمد. پدر بزرگ و مادر بزرگ او از هنرمندان و آهنگسازان قدیمی تلویزیون و رادیو ملی ترکیه بودند. او در ۱۳ ژانویه ۲۰۰۸ با خواننده صربستانی، امینا یاهوویچ صندل ازدواج کرد. ثمره این ازدواج ۲ پسر بنام‌های یامان و یاووز می‌باشد.مصطفی صندل تحصیلات ابتدای خود را در مدرسه تربیت به اتمام رساند. سپس تحصیلات متوسطه به بالا را در ژنو سوئیس در کالج 'College Du Leman' مشغول به تحصیل شد. او پس از هشت سال تحصیل در سوئیس برای تکمیل تحصیلات خود به امریکا، ایالت نیوهمپشایر در دانشگاه نیوهمپشایر مشغول تحصیل بود. در سال ۱۹۹۰ تحصیلات خود را در آمریکا نیمه کاره رها کرده و به لندن نقل مکان نمود. او ادامه تحصیلاتش را در کالج امریکایی لندن به اتمام رسانید. او در طی این سال‌ها به زبانهای انگلیسی، ایتالیایی و فرانسوی مسلط و قادر به صحبت کردن می‌باشد.
در سال ۱۹۹۹ پس از بازگشت به ترکیه به خدمت سربازی اعزام و با تهیه معافیت پزشکی پس از ۲۸ روز خدمت در ملاطیه از ارتش مرخص شد.

## آثار و فعالیت‌ها
وی در دهه ۱۹۹۰ با احیاء موسیقی پاپ ترکی شناخته شد و با فروش مجموع ۱۷ میلیون کپی یکی از موفق‌ترین خوانندگان پاپ در ترکیه شده‌است.
مصطفی با آلبوم‌های نور ماه (مهتاب)، ماشین:اتومبیل (Araba)، سرکش (İsyankar)، و Karizma در کشورهایی چون آلمان، بلژیک، سوئیس و اتریش شناخته شده. در کشورهای ایران، آمریکا، روسیه، آذربایجان و ازبکستان نیز شناخته‌شده‌است و طرفدار دارد.

### آلبوم‌ها
- 1994 - (Suç Bende (My Fault
- 1996 - (Gölgede Aynı (Same In the Shadow
- 1998 - (Detay (Detail
- 2000 - (Araba (Car
- 2000 - (Akışına Bırak (Let It Go
- 2002 - (Kop (Break
- 2003 - (Seven (Lover
- 2004 - (İste (Ask for It
- 2005 - Yamalı Tövbeler
- 2007 - (Devamı Var (To Be Continued
- 2009 - (Karizma (Charisma
- 2012 - (Organik (Organic
- 2013 - Tesir Altında
- 2015 - Ben Olsaydım
- 2016 - Dön Dünya

### تک‌آهنگ‌ها
- 2003 - (Aya Benzer (Like the Moon
- 2005- (İsyankâr (Rebel

### فیلم‌ها
- 1995 - (Mr. E (Turkish: Bay E
- 2003 - Interaktiv
- 2004 - TV total
- 2005 - ?...Wetten, dass
- 2010 - (Five Minarets in New York (Turkish: New York'ta Beş Minare
- 2011 - Başrolde Aşk